# Ivoox
iVoox es una plataforma de podcast y radio en español y es la tercera app de podcast más utilizada en España solo por debajo de YouTube y Spotify. Actualmente cuenta con más de 5 millones de usuarios registrados. Fue fundada en 2010 por Juan Ignacio Solera, dentro del Grupo Intercom.

## Información general
Ivoox ofrece mayoritariamente contenido en habla castellana y sus usuarios residen, en una gran proporción, en España. El portal proporciona de forma gratuita los archivos de audio que se pueden encontrar a través de la página web o de una aplicación para dispositivos móviles. También ofrece la posibilidad de crear podcasts siempre que se tenga una cuenta propia para publicar contenido.
Para obtener ingresos se lucra de la publicidad; así mismo los autores de los podcasts pueden hacer pagar una cuota a los suscriptores para monetizar su contenido.
Y tuvo un auge durante el boom de los podcasts en España durante la pandemia del COVID-19.

## Programas populares
- V9 - Fórmula 1 en Español, de Manuel Morera y Carlos Ortigosa.
- Strawberry Fields Beatles Podcast, de José Ángel Martín.
- El Vuelo de Yorch, de Jorge Manuel Placek Paularena.
- El Rey del Cachopo - Miniserie sobre los crímenes cometidos por César Román.
- La ContraHistoria, de Fernando Díaz Villanueva.
- Año I después de Diego por Mundo deportivo.
- Campamento Krypton.[5]

## Polémicas
Algunos medios[¿cuál?] han señalado que Ivoox puede ser un foco de fake news, porque carece de un equipo de moderación.[cita requerida] Así como de jugar a favor de las grandes cadenas de noticias como Cadena Ser, Los 40 principales, Cadena Cope o el diario  OkDiario.[cita requerida] Por su parte el fundador Juan Ignacio Solera ha desmentido que este sea el caso.